# Метрична книга
Метри́чна кни́га, також ме́трика (застаріле) — паперовий реєстр, формуляр для офіційної реєстрації актів громадянського стану. У метричних книгах духовенство реєструвало акти громадянського стану членів церкви: хрещення (народження), вінчання (шлюб), поховання (смерть) з фіксацією днів і років народження, вінчання, смерті.

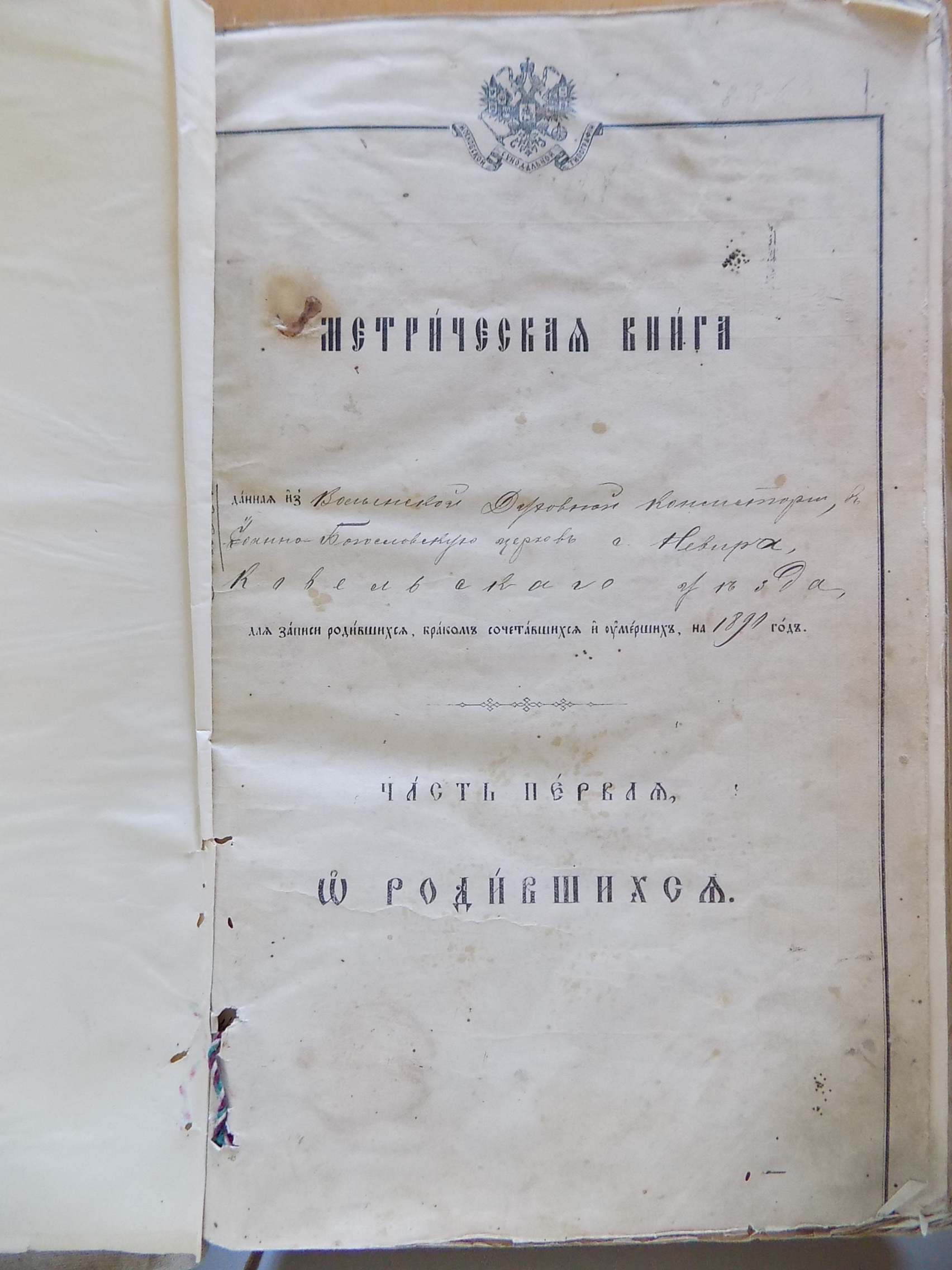
Метрична книга 1890 р. сіл Невір, Хабарище (Михалин), Залухів, Щитинська Воля, ст.1

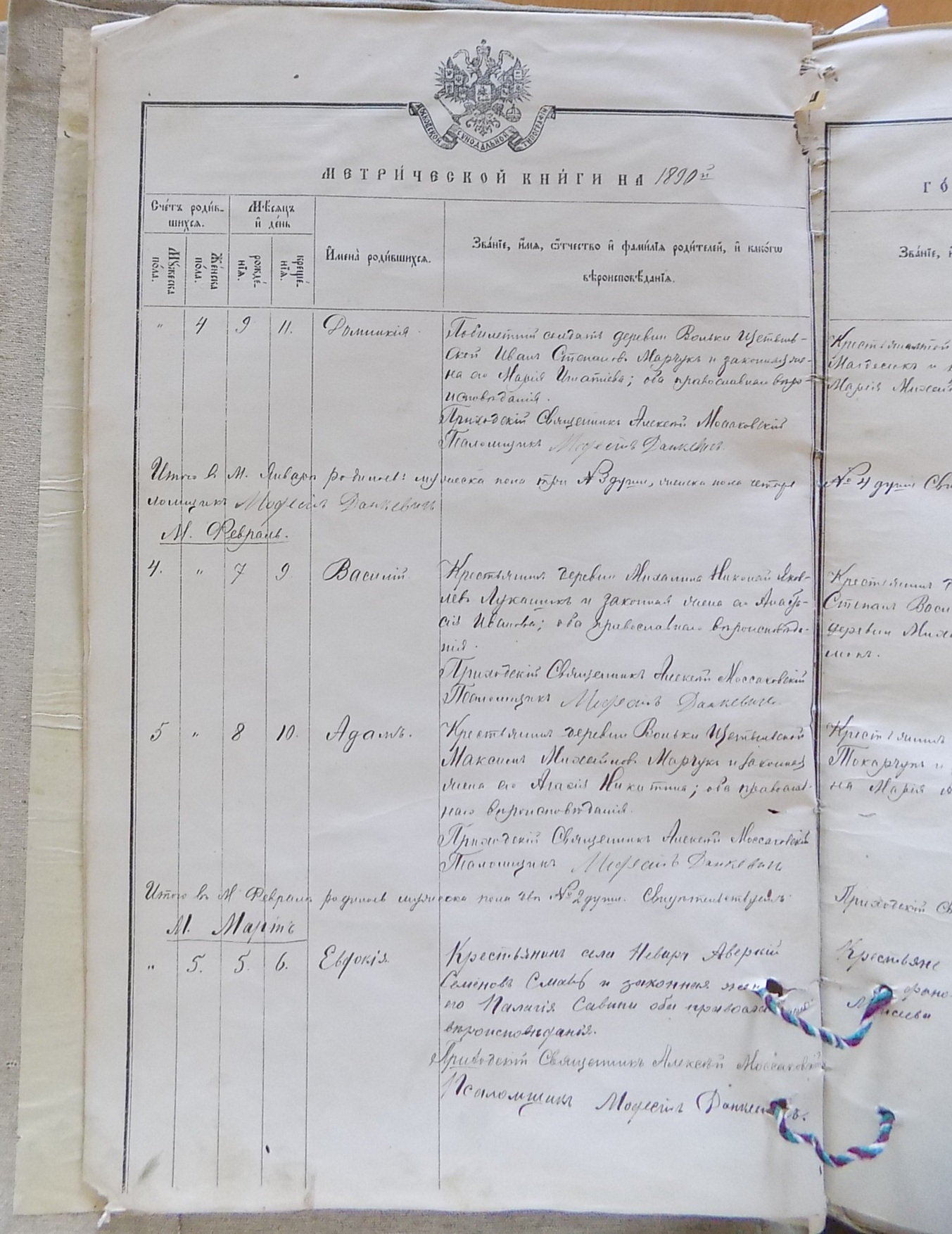
Метрична книга 1890 р. сіл Невір, Хабарище (Михалин), Залухів, Щитинська Воля, ст.3А

На західноукраїнських землях метричні книги з'явились в XVI столітті, в Наддніпрянщині в XVII столітті.
Метрична книга православної церкви села Сихів Львівської області за 1600 рік вважається найдавнішою в Україні. На Наддніпрянщині метричні книги запроваджуються, згідно з розпорядженням Петра Могили у 1632 році. В цьому регіоні одна з найдавніших метричних книг походить з села Теснівка на Житомирщині, під Коростишево, що розпочата у 1706 році. 
Метричні книги виконували культову, статистично-демографічну та правову функції.
За радянської влади після відокремлення церкви від держави та масового закриття храмів ведення метричних книг стає не обов'язковим.

## Історія

### Російська імперія
1724 року Синод Російської Православної Церкви затвердив зразок формуляра метричної книги. Їхнє ведення стало обов'язковим для священиків не тільки православної церкви, а й для католиків, лютеран, юдеїв. Для членів протестантських конфесій реєстрація актів громадянського стану здійснювалась повітовими та волосними управліннями. Указом Синоду було передбачено ведення метричних книг у двох примірниках. Один зберігався в церкві, а інший в єпархіальному управлінні.
В Російські імперії вести метричні книги мали право духовенство або ж окремий цивільний посадовець — чиновник.
Метрична книга була розрахована на один рік і мала три розділи:
- Про народжених. Цей розділ був присвячений новонародженим, дати хрещення в церкві, вказували ім'я батьків, адресу, стан батьків і новонародженого, стать і ім'я в час хрестин. Іноді вказували священика, що провів хрещення, а також місце, де був проведений обряд.
- Вінчання. Приводилися дані про дати вінчання та імена тих, хто брав церковний шлюб.
- Померлі. Сюди вносили дані про померлих, їх стан, вік, ім'я та прізвище, адресу, звістку про хворобу чи подію, що викликала смерть.

Наприкінці книги могли бути підсумки (екстракт) про кількість народжених, вінчань чи смертей у парафії за рік.
Після більшовицького перевороту у жовтні 1917 року усі метричні книги різних релігійних конфесій (православної, католицької, лютеранської) були конфісковані, а у священиків відібрано право вести подібні документи. 1918 року був затверджений «Кодекс законов об актах гражданского состояния», метричні книги були замінені на актові (або реєстрові) книги в місцевих відділках ЗАГСу.
Метричні книги — важливий історичний документ і джерело для науковців, істориків, статистиків, демографів.

### Австро-Угорщина

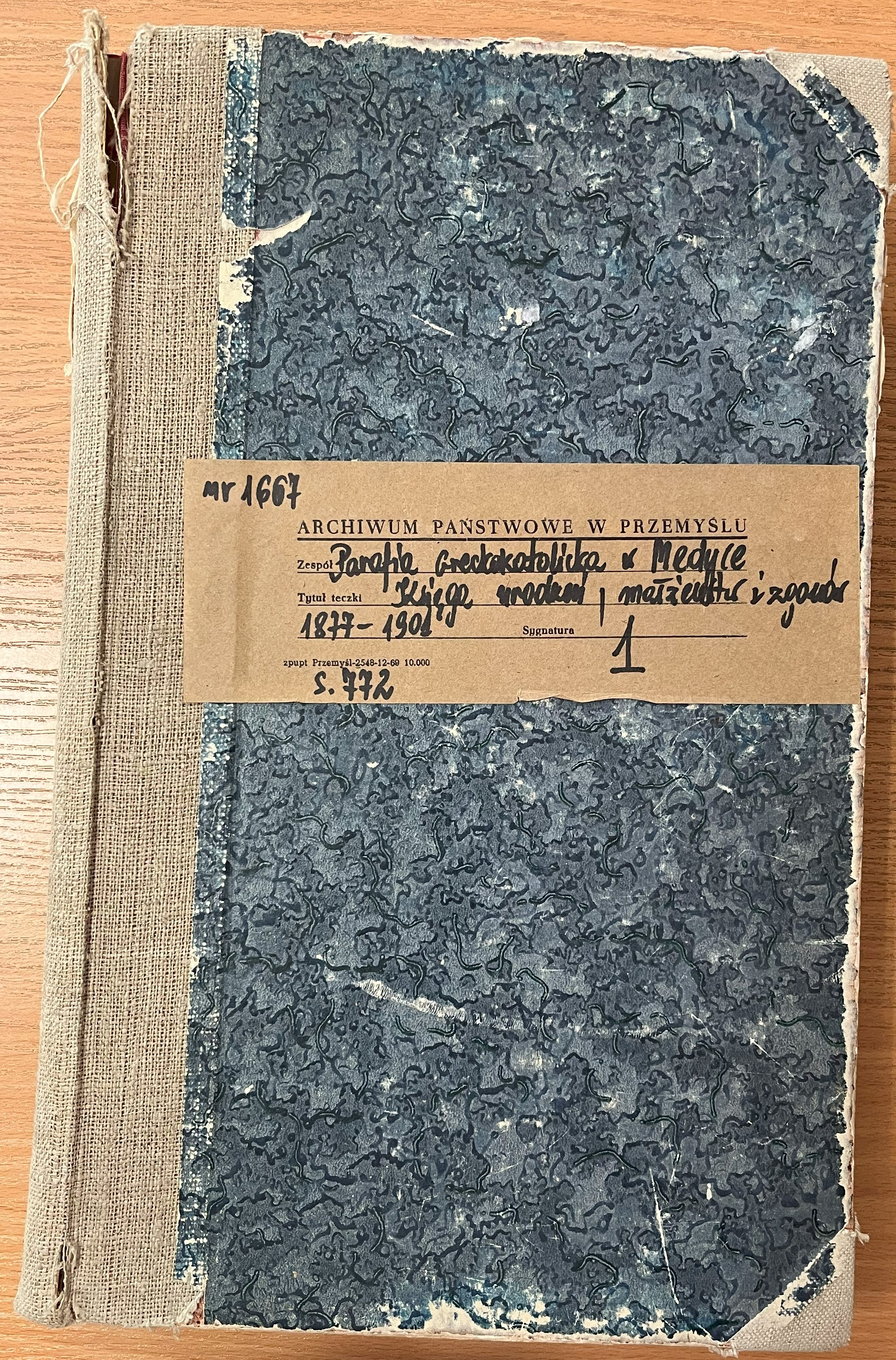
Метрична книга греко-католицької парафії в Медиці (1877-1901 рр.)

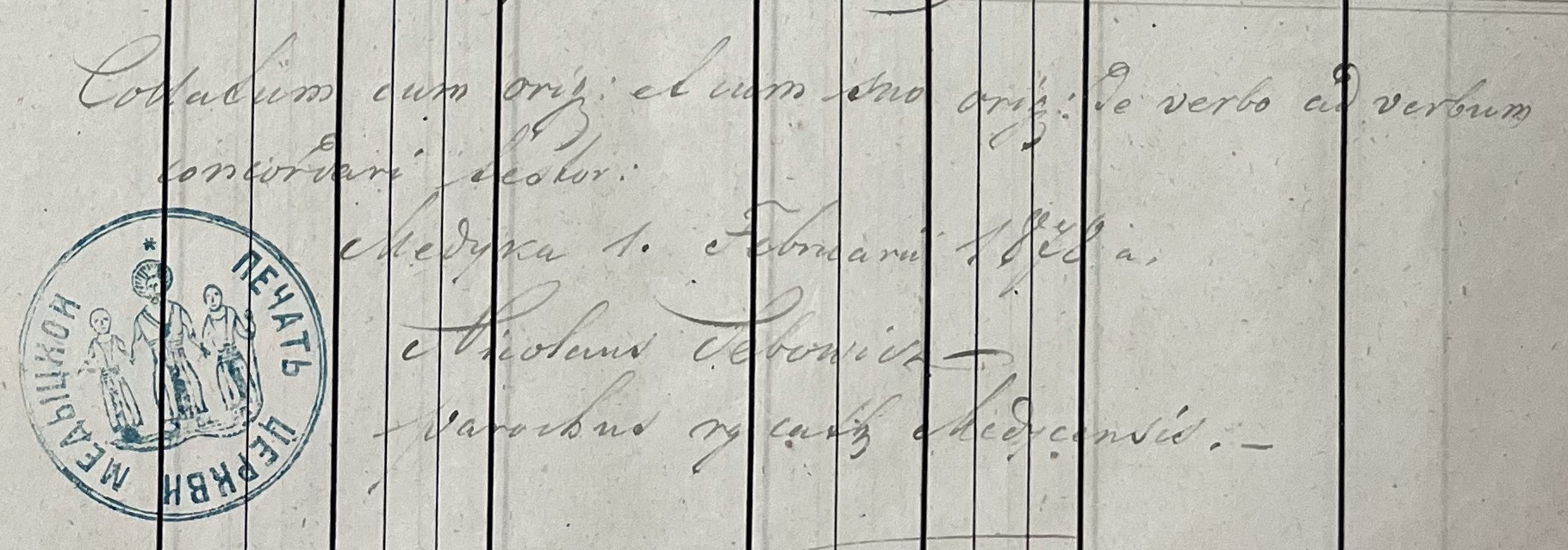
Запис в Метричній книзі греко-католицької парафії в Медиці (1878 рік)

На території Австрійської імперії метричний запис отримав силу юридичного документа за цісарським патентом від 20 лютого 1784 року, пізніше підтвердженим декретом від 13 січня 1787 року. Формуляр метричної книги, запроваджений реформою Йосифа II у 1776 році в Галичині, в загальних рисах зберіг ті самі відомості, що відображалися і в попередні роки, здійснивши їх систематизацію та формалізацію зовнішнього вигляду (табличний варіант подання відомостей). Це сприяло достатньо легкому введенню до повсякденної практики нового обліку метричної книги.
Зазвичай метричні книги велися на латині і всі власні імена також записувалися в латинізованій формі, наприклад Theodorus — Федір, Demetrius — Дмитро, Helena — Олена.
Також, для ідентифікації осіб, використовувались латинські слова "filia" - дочка, "uxor" - дружина та вказувались "subditi, subtitut" - населений пункт проживання, а, подекуди, і соціальй стан, для прикладу, "agricola" - селянин, "famulus" - слуга.
Метрична книга складалася з трьох розділів:
- книга народжень / хрещень (liber natorum, liber baptisatorum)
- книга померлих (liber mortuorum)
- книга вінчань (liber copulatorum)

Типова метрична книга про народження греко-католицької парафії містила такі дані:
- Mensis — місяць і день народження, іноді додатково вказували дату хрещення
- Numerus Domus — номер будинку
- Nomen — ім'я дитини
- Religio (Catholica / Ant alia) — віросповідання (католик або інше)
- Sexus (Puer / Puella) — стать (хлопчик чи дівчинка)
- Thori (Legitimi / Illegitimi) — народження в шлюбі чи поза шлюбом
- Parentes — інформація про батьків
- Patrini — інформація про хресних батьків

У випадку, якщо дитина була позашлюбною, то вказували тільки ім'я матері.
Метрична книга про вінчання зазвичай містила таку інформацію:
- Mensis — місяць і день вінчання
- Numerus Domus — номер будинку
- Sponsus і Sponsa — інформація про нареченого і наречену
  - Nomen — ім'я
  - Religio — віросповідання
  - Aetas — вік на момент вінчання
  - Coelebs — одружений чи неодружений
  - Viduus / Vidua — вдівець чи вдова
- Testes — інформація про свідків

Метрична книга про померлих складалася з таких колонок:
- Mensis — місяць і день смерті, іноді додатково вказували день поховання
- Numerus Domus — номер будинку
- Nomen Mortui — ім'я померлого
- Religio — віросповідання
- Sexus (Mas / Foemina) — стать (чоловік чи жінка)
- Dies Vitae — вік на момент смерті
- Morbus et Qualitas Mortis — причина смерті

Причина смерті зазвичай визначалася суб'єктивно і не несла за собою ніяких медичних діагнозів.
Метричні книги на західноукраїнських землях перестали вестися разом з ліквідацією радянською владою греко-католицької церкви у 1946 році, їхню функцію на себе перебрали органи РАЦС.
Сьогодні більшість греко-католицьких метричних книг зберігаються у фонді 201 Центрального державного історичного архіву міста Львів (ЦДІАЛ), також у архівах Тернопільської (ДАТО) та Івано-Франківської областей (ДАІФО), окремі книги також містяться у архівах Польщі (Головний архів давніх актів (Варшава), державний архів у Перемишлю та ін.).